# Can't Deny It
Can't Deny It è un singolo del rapper statunitense Fabolous, pubblicato nel 2001 ed estratto dal suo primo album in studio Ghetto Fabolous. Il brano vede la partecipazione del cantante statunitense Nate Dogg.

## Tracce
1. Can't Deny It (Album Version) / (LP Version) - 5:04
2. Can't Deny It (Radio Edit) - 4:18

## Classifiche
| Classifica (2001) | Posizione raggiunta |
| ----------------- | ------------------- |
| Stati Uniti       | 25                  |